# Líneas Aéreas Paraguayas
Líneas Aéreas Paraguayas, também conhecida como LAP, foi uma companhia aérea bandeira do Paraguai que prestou seus serviços desde 1963 até 1994. Fundada em 1962, cobriu vários voos para a América e Europa. Em 18 de março de 1963, foi assinado o decreto-lei N°337 que criava oficialmente a empresa, nascido na aviação militar por iniciativa do então comandante Adrián Jara.

## História

### Nasce a aviação paraguaia

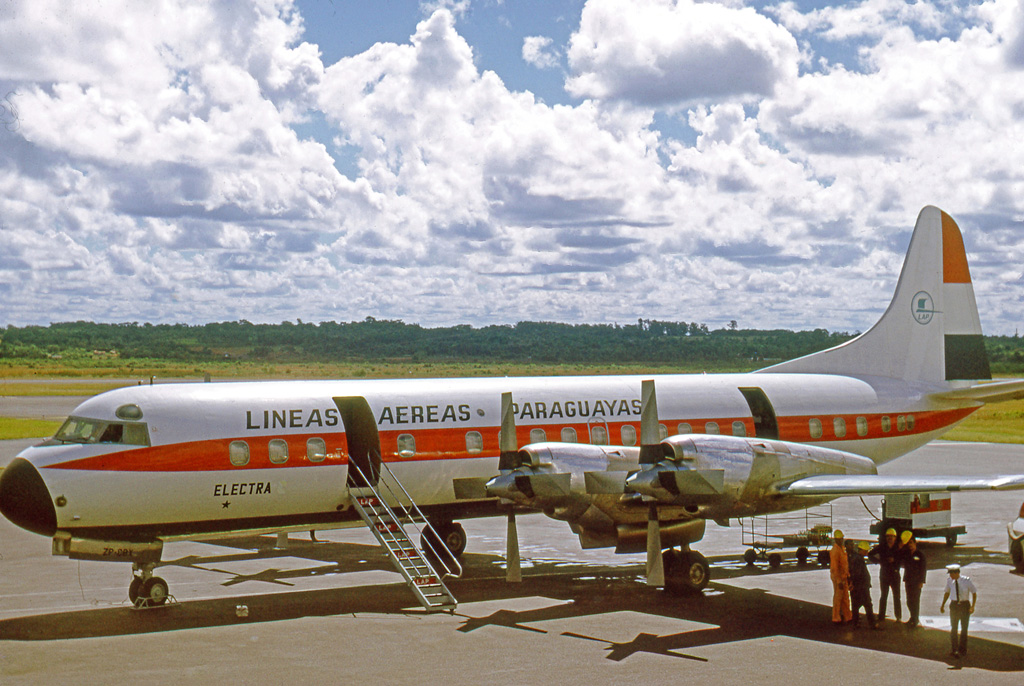
Um Lockheed Electra da LAP em Assunção em 1975.

A aviação comercial no Paraguai começou com o Paraguayan Air Service (PAS), de curta duração, e pelo Lloyd Aéreo Paraguayo SA (LAPSA). O PAS passou a voar entre as principais capitais do Cone Sul e para o norte, para Miami, Nova Iorque e Toronto, usando um único DC-4 e um par de Curtiss C-46 Commando. Para o Brasil, foram realizados 3 voos semanais. A companhia faliu em 1957, depois de enfrentar muitas dificuldades técnicas e, principalmente, financeiras. Um detalhe: foi estabelecido com uma parceria entre a Real-Aerovias e empresários paraguaios. Seu sucessor foi a LAPSA, que operou seu primeiro voo com um C-46 em 24 de maio de 1961, na rota Assunção-Curitiba-São Paulo (Congonhas). Logo depois, a rede aérea foi ampliada com a inauguração de serviços para Buenos Aires, Montevidéu e mais uma extensão do Brasil para o Rio de Janeiro.
Naquela época, o governo paraguaio decidiu criar uma companhia aérea estatal. A Líneas Aéreas Paraguayas (LAP) nasceu lá. Fundado em 17 de novembro de 1962, mesmo oficialmente pelo decreto-lei No.337, de 18 de março de 1963. A LAP conquistou o céu com 3 modelos Convair 240, ZP-CDN, ZP-CDO e ZP-CDP adquiridas da Aerolíneas Argentinas, às quais estavam instalados radares meteorológicos, o que modificou significativamente o nariz das aeronaves.
Em 20 de agosto de 1963, a data oficial do primeiro voo da LAP, dois voos especiais e apenas para passageiros, partiu de Assunção.  O primeiro decolou para Curitiba, São Paulo e Rio de Janeiro, operado pelo ZP-CDO. O Convair tinha 6 tripulantes, com 3 comissários a bordo e 3 tripulantes técnicos. Eles foram equipados com 40 assentos. Os voos comerciais e regulares só começaram em 18 de outubro de 1963. Em direção ao norte, o voo PZ-402 partiu às 6:00 de Assunção, fez escalas em Curitiba e São Paulo Congonhas e chegou ao Rio de Janeiro às 12:40 horas, retornando à  Assunção às 18:50 sob o voo PZ-403. Haviam 2 frequências semanais nessa rota (terças e sábados), 5 voos para Buenos Aires e 3 para Montevidéu.
A fundação da LAP colocou a LAPSA em sérios problemas. Ambos competiram em todas as rotas e a LAP, com o apoio do estado paraguaio, sempre teve maior vantagem.  Depois de muita luta, a LAPSA foi finalmente extinta em 30 de março de 1965. A LAP, de propriedade do Estado, agora mantinha todo o céu paraguaio para si.

### Céu livre para crescer
A LAP consolidou suas operações. Tudo estava indo bem até 26 de maio de 1967, quando um Convair ZP-CDP foi perdido em um acidente no Aeroporto de Ezeiza, em Buenos Aires, virando e saindo da pista após o pouso, felizmente sem fatalidades. Com uma frota reduzida, a malha de voos foi afetada nas frequências da LAP. Os voos para o Brasil, por exemplo, deixaram de ser operados com apenas uma única frequência semanal. O acidente deixou clara a necessidade de expandir e modernizar a frota. Após um processo de verificação, a LAP optou por aeronaves turboélices, com custos operacionais mais baratos que o Convair. Ele então adquiriu três Lockheed L-188 Electra usados anteriormente pela Eastern Air Lines, configurados com 87 assentos em uma única classe (ZP-CBX) e 84 assentos em aeronaves registradas como ZP-CBY e ZP-CBZ. Eles tinham 8 membros da tripulação: 3 técnicos, 3 tripulantes de cabine (TCP) e dois como chefes de cabine.
As três aeronaves passaram por controles de segurança completos, como o Check D (o controle mais completo dado a uma aeronave) antes de serem entregues. A equipe e os técnicos da LAP transportaram as três aeronaves em 20 de fevereiro de 1969. Em 26 de fevereiro de 1969, entraram em operação regular, com 3 frequências semanais para São Paulo. Uma vez por semana, o voo continuava para o Rio de Janeiro, antes de retornar a Assunção. A escala em Curitiba foi abandonada com a mudança de aeronave.  Após a chegada do Electra, o único Convair (ZP-CDO) permaneceu em operação até 1973.
Outra aeronave veterana foi adquirida para expandir a frota: um DC-3 (ZP-CCG), que servia exclusivamente na rota para Santa Cruz de la Sierra, na Bolívia, inaugurado em agosto de 1970. O DC-3 e o Convair seriam usados para a inauguração de novas rotas para cidades como Salta, Resistência e San Salvador de Jujuy na Argentina.

### A LAP na era do jato
O bom atendimento oferecido pela Electra fez com que a LAP estivesse presente na América Latina. Em março de 1977, o número de frequências semanais para o Brasil já havia aumentado para 5. Mas a empresa queria ir além, ligando o Paraguai à América do Norte e Europa. A empresa LAP comprou dois Boeing 707-321B, usados e adquiridos diretamente pela Pan American World Airways.
O primeiro (ZP-CCE) de 3 que a empresa receberia, chegou em Assunção em 10 de novembro de 1978. A configuração interna era de 12 assentos na Primeira Classe e 151 na classe Turística. Anos depois, eles seriam convertidos em uma única classe com 171 cadeiras.
Com a entrega do Boeing 707, foram inauguradas novas rotas: em 16 de novembro de 1978, o voo PZ700 / PZ701 (Assunção-Lima-Miami e volta) e, em 16 de fevereiro de 1979, operou o primeiro voo PZ800 / PZ801 entre Assunção, Rio de Janeiro e Madrid, às terças e quinta-feiras, rumo ao norte e retornando à América do Sul nos dias seguintes. O Electra continuou a operar em São Paulo, com voos PZ404 / PZ405 (Assunção-São Paulo Congonhas-Assunção) às segundas, terças e quintas-feiras. Às sextas e domingos, esses mesmos voos continuavam para o Rio de Janeiro.
O Boeing 707 também abriu voos sem escalas para Santiago do Chile. Em 24 de maio de 1980, um terceiro 707 (ZP-CCG) foi incorporado à frota da LAP. Em outubro de 1980, os voos ZP707 voaram para o Aeroporto de Viracopos em Campinas (90 km de São Paulo) às terças, quintas e sábados como voos PZ402 / PZ403, enquanto o Electra permaneceu em operação para São Paulo Congonhas com 4 frequências semanais (PZ404 / PZ405) às terças, quintas, sábados e domingos.
Naquela época, o Rio de Janeiro deixou de ser atendido pela LAP com voos para a Europa. Em vez disso, Salvador começou a operar na rede aérea da LAP a partir de 1981. Os voos que fizeram escalas nessa cidade foram o PZ800 (terça-feira), após o voo PZ802 para Madrid, Bruxelas e Frankfurt (quinta-feira) para Bruxelas e Frankfurt e, finalmente, às sextas-feiras, o PZ804 operava Assunção-Salvador-Madri. Em setembro de 1982, a balança em Salvador foi substituída por Recife, no Brasil.

### Adaptações forçadas
Em 1° de janeiro de 1985, um padrão técnico da FAA dos EUA entrou em vigor. Na prática, disse que o antigo Boeing 707 como da LAP seria tecnicamente proibido de voar para os EUA, a menos que esses aviões antigos fossem adaptados para ter silenciadores. O conselho da LAP foi forçado a optar por deixar essa rota para Miami (que representava 40% de sua receita) ou se adaptar com aeronaves mais silenciosas. Em meados de 1984, a empresa comprou um DC-8-63 com silenciadores (dispositivo instalado em aviões mais antigos para reduzir as emissões de ruído). A aeronave, registrada como ZP-CCH, configurada com 14 assentos na Primeira Classe e 195 na Classe Econômica, chegou a Assunção em 31 de dezembro de 1984 e entrou em operação regular para Miami em 1º de janeiro de 1985.
Em 20 de janeiro de 1985, data de inauguração do Aeroporto Internacional de Guarulhos, a LAP concentrou todos os seus voos de Viracopos e Congonhas para GRU. A empresa iniciou a operação dos voos PZ402 / PZ403 (Assunção-São Paulo GRU- Rio de Janeiro Galeão) às terças e quintas-feiras. Aos sábados e domingos, os voos PZ404 / PZ405 operavam apenas Assunção-Guarulhos, sem continuar para o Rio de Janeiro. A empresa cresceu e, em 1986, foram inaugurados voos para o México: PZ704, sem escalas entre as duas capitais dos dois países. Em 1987, foram inaugurados voos para o Panamá.
Em 1988, a empresa adquiriu um segundo DC-8. Desta vez, um modelo menor da série -61. Registrado como ZP-CCR, ele ganhou mais tarde como o sobrenome de "Rambo" para a carta final. Isso porque, de acordo com os comentários dos pilotos do LAP, o sobrenome era devido ao fato de que era necessário ter a coragem no estilo rambo para pilotar essa aeronave. O ZP-CCR foi incorporado para operar, especialmente para voos para a Europa. Como o escopo da série 61 era limitado, o LAP precisou fazer escalas de reabastecimento anteriores em Tenerife antes de chegar a Madri. Em 25 de fevereiro de 1988, a empresa substituiu Tenerife por Dakar, no Senegal.

### Ventos da mudança e fim
Na noite de 2 de fevereiro de 1989, o general do Exército Paraguaio, Andrés Rodríguez, deu um golpe de estado, encerrando a ditadura do governo do general Alfredo Stroessner. Pouco tempo depois, as mudanças ocorridas no país chegariam a LAP. As auditorias realizadas perceberam que havia outros funcionários (750 pessoas) e a qualidade dos serviços do LAP piorou. O presidente ordenaria em 1989 que a companhia aérea continuasse usando suas próprias receitas.
Incidentes operacionais começaram a ocorrer com alarmes constantes. Em março de 1989, o ZP-CCH quebrou hidraulicamente e saiu da pista do Aeroporto de Assunção.  Parecia ser um sinal de que, para a LAP, haviam nuvens negras na proa da empresa. Um ano depois, o próprio ZP-CCH estrelou outro incidente muito mais sério: ele fez um pouso perfeito, mas em um aeroporto errado. A tripulação percebeu apenas que havia aterrissado por engano em Conacry, Guiné, em vez de Dakar, minutos depois de tocar o chão. Em 5 de abril de 1990, o ZP-CCR aquaplanou na pista após pousar no aeroporto de Ezeiza e saiu da pista, sendo bastante danificado. Em 28 de abril, outro erro de navegação na África, envolvendo o PZ-CCH, o DC-8 entrou no espaço aéreo da Argélia em um voo para Madri. Ele foi interceptado em pleno voo e forçado a pousar em Argel sob a escolta de dois MiG-21. A empresa LAP mostrou reflexões operacionais dos problemas administrativos que a afligiam. Esses problemas constantes afastaram cada vez mais os passageiros.
Paradoxalmente, no início dos anos 90, ao mesmo tempo em que a LAP entrou em uma série de crises financeiras, também atingiu seu pico operacional: voou para São Paulo, Rio de Janeiro, Recife, Madri, Bruxelas, Frankfurt, Santa Cruz de la Sierra, Santiago do Chile, Montevidéu, Buenos Aires e Miami.
Em 8 de março de 1994, uma vez eliminados todos os voos para a Europa, a empresa parou de voar (sendo a última viagem de Santiago do Chile a Assunção), interrompendo suas operações após mais de 30 anos de operações. No mesmo ano, foi privatizado, sendo adquirido pela SAETA, juntamente com um consórcio de capitais paraguaias. A empresa retomou suas operações em fevereiro de 1995, no entanto, em meados de 1996, a empresa foi vendida ao Grupo TAM, que mudou o nome da empresa para o TAM-Mercosul. Em março de 2008, a TAM-Mercosul foi absorvida pela controladora, denominada TAM Paraguay.

## Frota

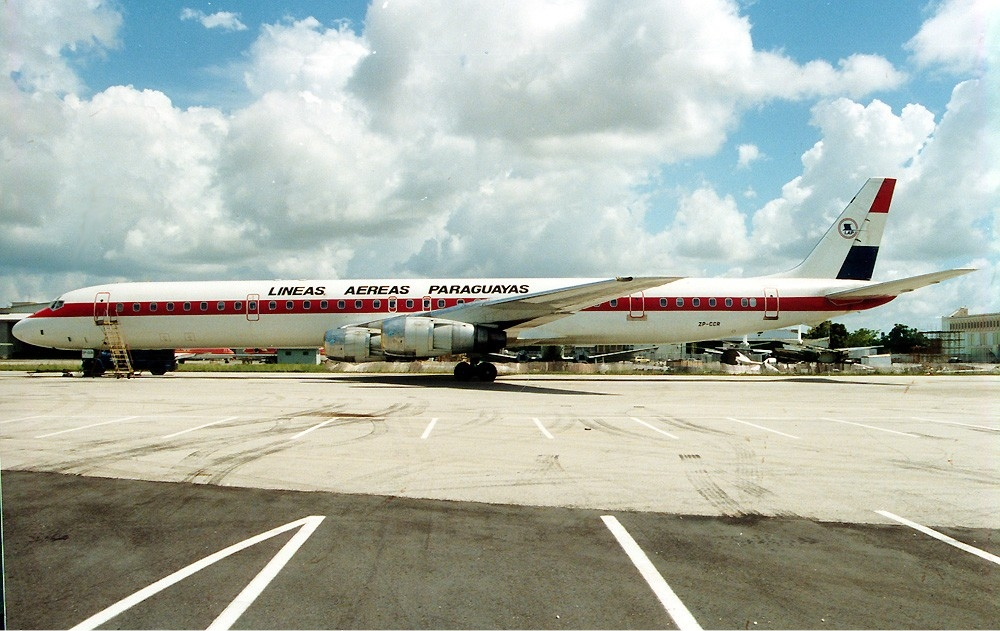
Um Douglas DC-8 da Líneas Aéreas Paraguayas em Miami, 1989.

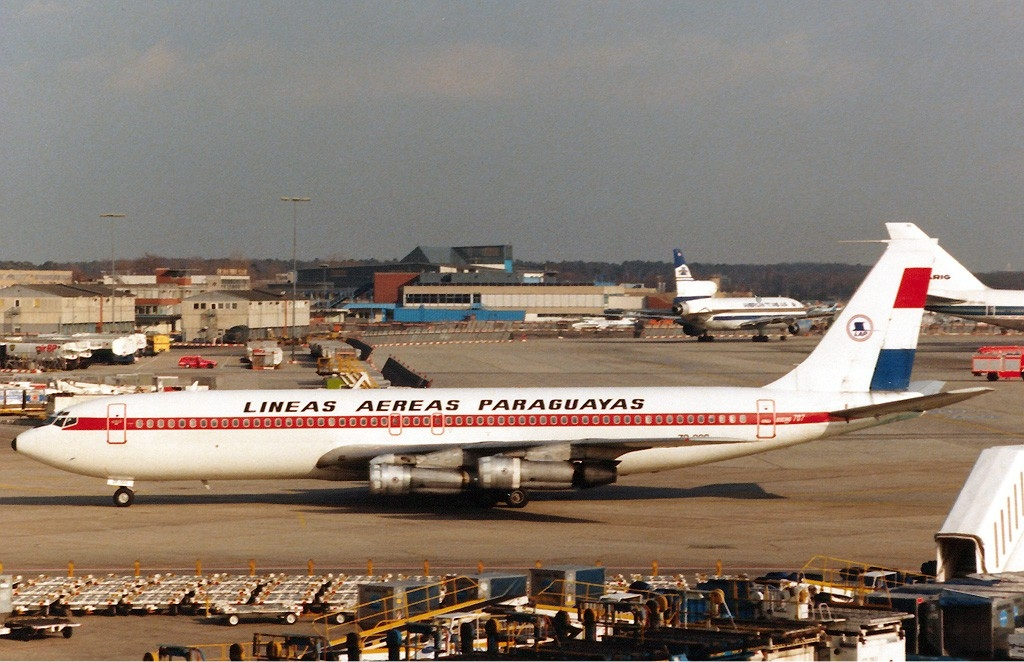
Um Boeing 707 da Líneas Aéreas Paraguayas em Frankfurt, 1988.

### Frota da LAP (1963-1994)
- 3 Convair 240 ex-Aerolíneas Argentinas (1963-1973)
- 3 Lockheed L-188 Electra ex-Eastern Air Lines (1969-1988)
- 1 Douglas R4D1 (C-47) ex-Transporte Aéreo Militar (1970-1974)
- 3 Boeing 707-320 ex-Pan Am (1978-1994)
- 1 McDonnell Douglas DC-8-63 ex-Air Canada (1984-1994)
- 1 McDonnell Douglas DC-8-61 ex-Spantax (1988-1990)
- 1 McDonnell Douglas DC-8-62 ex-Antillana de Aviación (1990)
- 2 McDonnell Doulgas DC-8-71 ex-United (1991-1993)
- 3 McDonnell Douglas DC-10-30 (1992-1994)
- 1 British Aerospace BAe 146-300 (1993)

### Frota de LAPSA (1995-1996)
- 2 Boeing 737-200
- 3 Airbus A320-200 (operados com SAETA)
- 1 Airbus A310-300 (operado com SAETA)